# Cardener
Der Cardener ist ein kleiner Nebenfluss des Llobregat in Katalonien. Seine Quelle liegt in den Pyrenäen, bei Castellgalí mündet er in den Llobregat.

## Flussverlauf
Die Quelle des Cardener (1100 m) liegt in der Gemeinde La Coma i la Pedra in der Comarca Solsonès (Lleida). Der Ort liegt in den Pyrenäen in einem Tal zwischen den Bergen Port del Comte (2332 m) und Verd (2271 m).
Das Einzugsgebiet des Flusses umfasst 1374 km². Dieses befindet sich in der östlichen Hälfte der Comarca Solsona, dem östlichen Teil der Comarca Berguedà und in Gebieten in den Comarcas Bages und Anoia.
In der Nähe der Stadt Solsona auf dem Gebiet der Gemeinde Olius befindet sich der Stausee Sant Ponç mit einem Speichervolumen von 24 Millionen m³ Wasser. Die Talsperre hat eine Höhe von 46 m und wurde bereits im Jahre 1921 erbaut.
Nach 87 km mündet der Cardener bei Castellgalí in der Nähe von Manresa in den Llobregat. An den Ufern des Flusses befinden sich fünf Klärwerke.

## Orte/Städte
- San Lorenç de Morunys
- Olius (564 m)
- Clariana de Cardener
- Cardona (506 m)
- Súria (326 m)
- Callús
- Sant Joan de Vilatorrada (277 m)
- Manresa (238 m)
- Castellgalí

## Nebenflüsse
- Aigua d’Ora bei Cardona
- Riera de Saló und Riera d’Hortons bei Súria
- Riera de Rajadell bei Manresa